# Фікус бенджаміна
Фікус бенджаміна (Ficus benjamina) — вид рослин з роду фікус родини тутових. Вічнозелене дерево або кущ, у дикій природі може сягати 20-30 метрів у висоту. Розповсюджений в Індії, Китаї, Південно-Східній Азії, на Філіппінах, на півночі Австралії.

## Назва
Згідно з більшістю наявних джерел, додаток «benjamina» походить від англійського «benjamin» (бензоя), що сягає арабського «luban jawi» («яванський ладан»). За цією версією, європейці помилково вважали, що фікус бенджаміна є джерелом бензойної смоли (насправді цю останню продукують рослини роду стиракс).
Альтернативний варіант етимології виводить «benjamina» від санскритського «banij» — «баньян» (власне баньян є іншим представником роду Фікусових). Згідно з третьою, менш поширеною версією, правильним прочитанням латинського таксону Ficus benjamina є фікус беньяміна, а походить воно від індійського слова «benyan»/«banyan», що так само позначає баньян. Ключовою подібністю між фікусом бенджаміна (у дикій природі) та баньяном, яка могла спонукати природознавців доби раннього Нового часу дати таку назву фікусові, є, імовірно, розлога крона обох дерев.
Крім того, в україномовних джерелах розповсюджене помилкове написання фікус Бенджаміна (з великої літери), однак свідчень про наявність якогось зв'язку між назвою біологічного виду й антропонімом «Бенджамін» наразі не виявлено.

## Опис
Листя глянцеве, гладке, овальне з загостреною вершинкою, сітчастого жилкування, 6-13 см у довжину і 2-6 см у ширину. Кора сірого кольору, з нечастими коричневими штрихами. Крона широка, гілки опущені. Плоди — сіконії — округлі або довгасті, розміром до 2 см у діаметрі, червоного або помаранчевого кольору, неїстівні.

## Сорти кімнатних фікусів
У домашніх умовах вирощують багато сортів. Серед них найпоширеніші: Naomi, Danielle, Exotica. Сорти з маленьким листям — Natasja, Wiandi, Too Little — використовуються для бонсаю.

## Цікаві факти
- Фікус бенджаміна є деревом-символом Бангкока — столиці Таїланду.
- Дуже часто, щоб надати стовбуру рослини товщини і фактури під час вирощування в декоративних цілях саджають 2-3 рослини разом і переплітають їх стовбури. Під час зростання стовбури зростаються і створюють красиві нарости.

## Див. також

Фікус бенджаміна в Ботанічному саду Піраденія (Шрі-Ланка)